# Аврамије Затворник
Свети Аврамије Затворник (290-360) је био малоазијски хришћански испосник и монах.

## Биографија
Још као дете, са великом љубављу је посећивао цркву, слушавши реч Божју поучавао се у њој. Родитељи су му били веома побожни и благочестиви људи. Желели су да га ожене и нашли му девојку. Он се у почетку противио вољи својих родитеља, али не могавши да их ражалости, он је  пристао.
Седми дан, после свадбе, удаљио се ван града и предадао хришћанском подвигу. Његови сродници су се јако ражалостили, али прихватили његову одлуку и оставили га да живи у молитвеном самовању и тиховању, не узнемиравајући га. Након смрти родитеља, све своје имање поделио је сиромашнима, не оставивши себи ништа, јер се плашио да се његов ум не прилепи за неку овоземаљску ствар.
Подвизавао се пуних 50 година и за то време је изашао међу људе само два пута. Први пут да обрати Богу једно село у коме су сви били незнабожци. Епископ је желео да га постави баш у то село за свештеника, али се Аврамије успротивио тој одлуци. Међутим, морао је прихватити и остати неко време у селу, као свештеник, где је саградио лепу цркву и у њој је узносио молитве Богу свакодневно и сабирао расејани народ. Незнабошци су га због тога оковали и протерали из села. гађајући га камењем, али он се поново вратио.
Мучен, гоњен, вучен, тучен, камењем затрпаван, гладан и жедан, он се не разгневи на њих и не клону духом, већ трпећи све, он се не предаде очајању, него још више разгореваше љубављу према Богу и сажаљењем према заблуделима. Молио је и поучавао старце као родитеље, млађе као браћу, децу као чеда, а истовремено је био злостављан и ружен од њих. Својом вером, молитвом и уздржањем, успео је да их преобрати и уведе у цркву и очисти их од идолске нечистоте. Крстио их је све у име Оца и Сина и Светога Духа. Када је завршио, повукао се да настави свој подвиг.
Други његов излазак међу људе био је да спасе своју заблуделу нећаку Марију. Вратио је на прави пут и поново наставио свој пређашњи подвиг у самоћи.
Аврамије је рођен у Малој Азији око 290. године а упокојио се мирно 360. године у 70 години живота на земљи.
Тропар (глас 8):
К тебје отче извјесно спасесја јеже по образу, пријим бо крест посљедовал јеси Христу, и дјеја учил јеси презирати убо плот, преходит бо; приљежати же о души вешчи безсмертњеј, тјемже и со ангели срадујетсја преподобни Аврамије дух твој.

## Помен
Православне цркве Светом Преподобном Аврамију Затворнику посветиле су 29. октобар по јулијанском односно 11. новембар по грегоријанском календару. У Русији се овај светац поштује као овчар односно заштитник оваца и ситне стоке.

## Крсна слава
Аврамијевдан као крсна слава се углавном јавља на подручју доњег Подриња. Западно од Дрине, породице које славе ову крсну славу највише су заступљене у околини Шековића, Сребренице, Власенице, Зворника и Бијељине. Источно од Дрине оне се најчешће јављају у следећим областима: Соколској Нахији (Азбуковици), Рађевини, Јадру, Мачви, Шабачкој Посавини и Шабачкој Поцерини.
Више породица са овом крсном славом забележено је и у Ваљевској Колубари и Подгорини, као и у Срему. По неколико породица које славе св. Аврамија Затворника забележено је и у следећим областима, односно градовима: Семберији, Банату, Београду, Шумадијској Колубари и централној Босни (Височка Нахија, околина Илијаша).
Осамдесетих година 19. века је на целокупној територији Дабробосанске митрополије (Босна без Зворничко – Тузланске епархије на североистоку) ову крсну славу славило само 38 породица. Чак 35 од овог броја (92%) живело је у околини Сребренице (област Осат) и Власенице, у источној Босни. Несумњиво је баш то подручје, заједно са зворничким крајем, матица, из које се већина породица које славе св. Аврамија ширила по Босни, Србији и по другим областима.